# Anatragus
Anatragus är ett släkte av skalbaggar. Anatragus ingår i familjen långhorningar.
Kladogram enligt Catalogue of Life:
| Anatragus | \| \| Anatragus ornatus \| \| \| \| \| \| Anatragus pulchellus \| \| \| \| |
|           | \| \| Anatragus ornatus \| \| \| \| \| \| Anatragus pulchellus \| \| \| \| |
|           | Anatragus ornatus                                                          |
|           |                                                                            |
|           | Anatragus pulchellus                                                       |
|           |                                                                            |